# Regula Esposito
Regula Esposito (* 3. November 1965 in Zürich) ist eine Schweizer Komikerin, Autorin, Schauspielerin, Sängerin, Moderatorin und Regisseurin; sie war bis 2008 Mitglied der A-cappella- und Kabarett-Gruppe Acapickels; seit 2008 tritt sie als Solistin, unter dem Künstlernamen Helga Schneider auf.

## Leben
Regula Esposito ist in Zürich geboren und im Niederdorf aufgewachsen und lebt heute im Zürcher Kreis 5. Nach einer Berufslehre zur Hochbauzeichnerin (1981–1985), dem Besuch der Comart, Theaterschule für Bewegungsschauspiel (1986), bildete sie sich an der Zürcher Hochschule der Künste (ZHdK) weiter zur Raum- und Produktgestalterin. Von 1989 bis 1991 war sie Saxofonistin und Sängerin bei der Bigband Covergirls, bevor sie ihre Karriere als Komikerin/Kabarettistin startete. Mit ihrer Bühnenfigur Helga Schneider bespielt sie seither mit grossem Erfolg die deutschsprachigen Bühnen.
1990 gründen Denise Geiser, Bettina Dieterle, Fritz Bisenz und Regula Esposito die A-cappella- und Kabarett-Gruppe Acapickels. Nach dem Ausscheiden von Dieterle ergänzt Jasmin Clamor das Quartett, das bis 2008 in sechs Programmen auf Bühnen in Deutschland und der Schweiz weit über 1000 Auftritte bestreitet. Die Bühnenfiguren der Acapickels sind biedere Damen mit Brille, in grellen Kostümen, bestückt mit Blockflöten, altmodischen Handtaschen und Stützstrümpfen, die sich satirisch mit dem Frausein auseinandersetzen. Regula Esposito textet für die Acapickels, entwirft Bühnenbilder und Kostüme, kümmert sich um das Budget, Marketing und die Kommunikation.
2008 trennen sich die Acapickels.

## Kunstfigur Helga Schneider

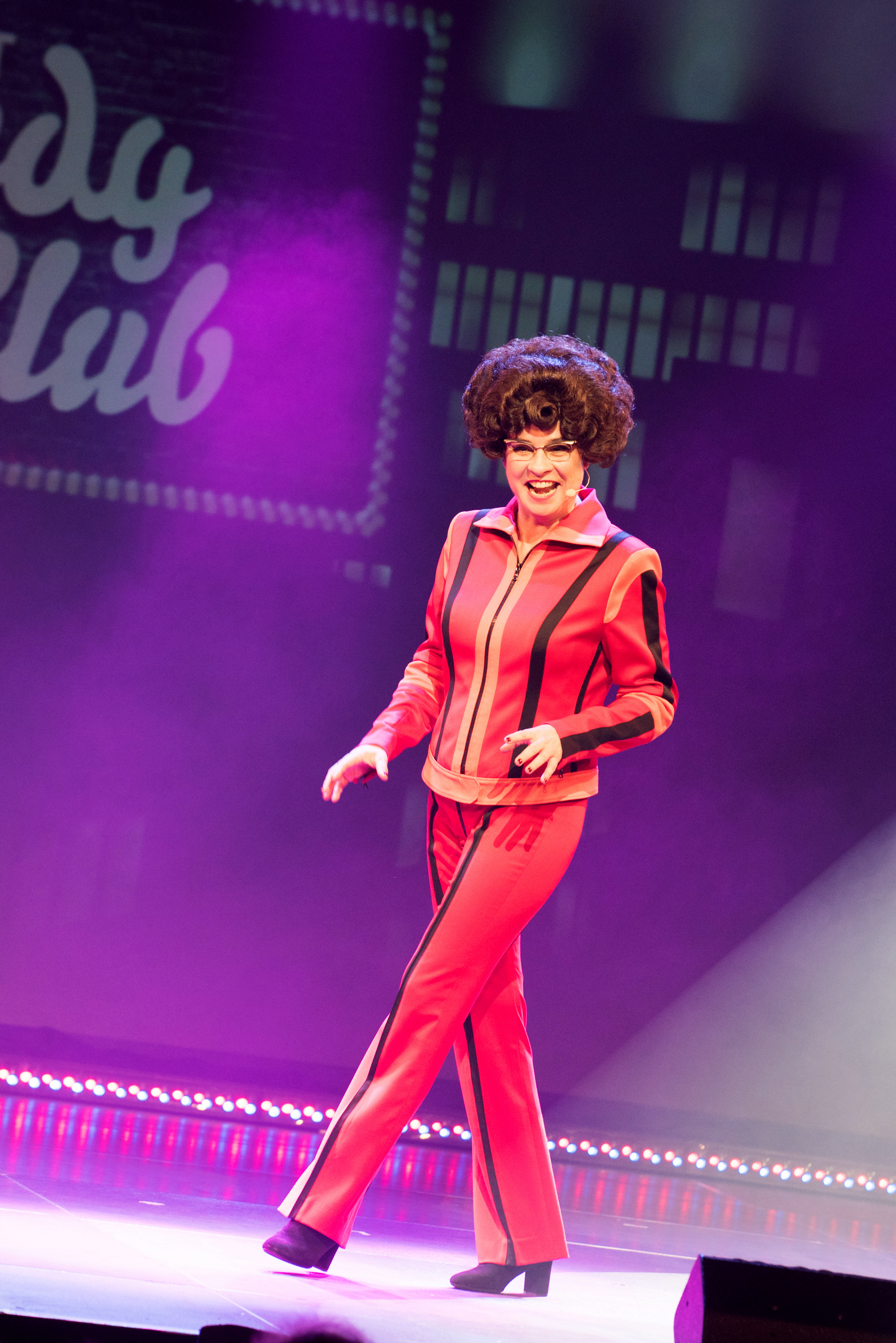
Helga Schneider bei einem Auftritt in Das Zelt (2017)

2010 startet Regula Esposito mit Helga Schneider ihre Karriere als Solistin mit dem Programm «HELGA IS BAG», einer kabarettistischen, musikalischen Satire über das Handtaschenlesen. Ihr zweites Soloprogramm «HELLNESS» ist bitterböses Kabarett über den Schönheitswahn und die Medienpräsenz. Neben ihren Soloprogrammen tritt Helga Schneider in verschiedenen Sendungen am Schweizer Radio und Fernsehen auf, gastiert in Comedy-Mix-Shows, moderiert Veranstaltungen und gestaltet Galaauftritte. 2016 kämpft Regula Esposito mit Helga Schneider und ihrem dritten Soloprogramm «SUPERH3LG@» mit den Problemen im digitalen Alltag. 2018 war Helga Schneider mit dem Schweizer Nationalcircus Knie und dem Programm «FORMIDABLE» auf Tournee in der Deutschschweiz. Ab November 2019 ist sie mit ihrem vierten Soloprogramm «Miststück» auf den Schweizer Bühnen unterwegs.

## Programme und Produktionen
| Jahr      | Text |
| --------- | --- |
| 1990      | «Radio Delight» Musikshow mit der Bigband Covergirls |
| 1991–1996 | «Kann denn Singen Sünde sein?» Acapickels – 369 Auftritte in der Schweiz und Deutschland                                                                                          |
| 1993      | «Eine liederliche Bescherung» Acapickels – Neujahrsshow, Projekt in Zusammenarbeit mit dem Theaterhaus Gessnerallee Zürich                                                        |
| 1996–1998 | «Mit Hirn, Harn und Melodien» Acapickels – 276 Auftritte in der Schweiz und Deutschland                                                                                           |
| 1999–2002 | «Homestory» Acapickels – 269 Auftritte in der Schweiz und Deutschland |
| 2002–2003 | «Das Jubiläum» Acapickels – Multimediashow, 100 Auftritte in der Schweiz |
| 2005–2008 | «Acapickels and Orchestra go to Las Vegas» Acapickels – Abschiedstournee, 238 Auftritte in der Schweiz                                                                            |
| 2010–2012 | «HELGA IS BAG» Soloprogramm von und mit Helga Schneider |
| 2012      | «Stille Kracht – Weihnachts-Dinner-Spektakel» u. a. mit Helga Schneider Casinotheater Winterthur                                                                                  |
| 2013–2015 | «HELLNESS – Eine satirische Entfaltung von Pontius zu Pilates» Soloprogramm von und mit Helga Schneider                                                                           |
| 2013      | «Comedy Club 13 – Das Zelt» ist Helga Schneider Tourneemitglied gemeinsam mit Rob Spence, Karim Slama und dem Duo Lapsus                                                          |
| 2014      | Helga Schneider tritt als «Jammerhexe» im «Nightmärchen für Erwachsene» auf zusammen mit Anet Corti, Vujo Gavric, Patrick Hässig, Näggi und dem Ensemble der Zürcher Märchenbühne |
| 2015–2016 | Hechtsprung – Helga Schneider stellt am Theater am Hechtplatz Newcomer der Schweizer Kleinkunstszene vor                                                                          |
| 2015      | «Comedy Christmas 2015» in der Maag Halle Zürich – SWISSPÄCK (Autoren und Gastgeber) und Band, Helga Schneider, Walter Andreas Müller, Lapsus, Louisa Sonderegger                 |
| 2016–2017 | «Helga Impossibelle» Comedy aus dem Labor, Sketche für SRF |
| 2016–2017 | «SUPERH3LG@ – SmartComedy» Soloprogramm von und mit Helga Schneider |
| 2017      | «Comedy Club 17 – Das Zelt» ist Helga Schneider Tourneemitglied gemeinsam Michael Elsener, Duo Luna-tic und Starbugs Comedy                                                       |
| 2018      | Circus Knie «FORMIDABLE» |
| 2019      | «Miststück – Die Show» – viertes Soloprogramm von und mit Helga Schneider |

## Auszeichnungen
| Jahr | Titel |
| ---- | --- |
| 1992 | Förderpreis für die Diplomarbeit im Bereich Szenisches Gestalten. Schule für Gestaltung Zürich, Raum- und Produktgestalterin. |
| 1994 | Kleinkunstpreis «Salzburger Stier» (Acapickels), Salzburger Stier                                                             |
| 1994 | «Prix Walo» in der Schweiz (Acapickels), Prix Walo                                                                            |
| 1996 | Jurypreis «Prix Pantheon» in Deutschland (Acapickels), Prix Pantheon                                                          |
| 2000 | «Bayrischer Kabarettpreis», Lustspielhaus München (Acapickels) Bayerischer Kabarettpreis                                      |
| 2017 | «44. Prix Walo», Kabarett/Comedy                                                                                              |

## Werke
CDs / DVDs / Bücher
| Jahr | Titel | Medium      |
| ---- | --- | ----------- |
| 1996 | «OHREWÜRM 2» Kinderlied: «Das seit mer nöd!» Acapickels & Co Gründler | CD          |
| 1998 | «Mit Hirn, Harn und Melodien» Deutsch | CD          |
| 1999 | «Vierstimmige Hormonie», Portrait von Rosemarie Pfluger für SF DRS und 3sat | DVD         |
| 2000 | «Mit Hirn, Harn und Melodien» (1998) und «Die Homestory» (2000), Acapickels live in Luzern und Berlin                                                                                           | DVD         |
| 2000 | «Mit Hirn, Harn und Melodien» Schweizerdeutsch (1998) | CD          |
| 2000 | «acapickels» drücken sich aus (2000) | Taschenbuch |
| 2002 | «Wie wär’s mit etwas Meer» von Flurin Spescha – Herausgegeben von Regula Esposito Spescha, Rita Catrina Imboden, Eva Neugebauer, Marc Spescha, Ramun Spescha (Pendo Verlag 2002) Flurin Spescha | BUCH        |
| 2006 | «Acapickels and Orchestra go to Las Vegas» Die Abschieds-Show, live in der Maag MusicHall, Zürich                                                                                               | CD          |
| 2008 | «Acapickels and Orchestra go to Las Vegas» Die Abschieds-Show | DVD         |
| 2015 | «HELLNESS» Live-Aufnahme Theater am Hechtplatz, Zürich | DVD         |
| 2017 | «SUPERSONGS» aus dem Programm SUPERH3LG@ – SmartComedy, online (2017) | CD          |

## Persönliches
Im Herbst 2000 war sie für kurze Zeit die Gattin des Schweizer Schriftstellers Flurin Spescha. Seit 2018 ist sie mit dem Fussballmanager Fredy Bickel zusammen.